# Per Wahlöö
 Der er for få eller ingen kildehenvisninger i denne artikel, hvilket er et problem. Du kan hjælpe ved at angive troværdige kilder til de påstande, som fremføres i artiklen.

Per Wahlöö (født 5. august 1926 i Tölö i Halland, død 22. juni 1975 i Malmø) var en svensk forfatter.
Han er primært kendt for serien på ti samfundskritiske kriminalromaner "Roman om ett brott" (dansk: Roman om en forbrydelse), som han i perioden 1965-1975 skrev sammen med Maj Sjöwall. Han har desuden skrevet en række spændingsromaner alene.

### Serien om Martin Beck
- Roseanna, 1966
- Manden som gik op i røg, 1967
- Manden på balkonen, 1968 / Manden på altanen
- Endestation Mord, 1969 / Den grinende strisser
- Brandbilen som forsvandt, 1970
- Strisser, strisser, 1970
- Den afskyelige mand, 1972
- Det lukkede rum, 1973
- Politimorderen, 1974
- Terroristerne, 1975

### Andre romaner
- Lastbilen
- Dobbelt forræderi
- Generalerne
- Mord på 31. etage
- Stålspringet